# Irene Angelina
Irene Angelina (c. 1181 — 1208) foi filha do imperador bizantino Isaque II Ângelo e sua primeira esposa Herina.

## Casamento e descendência
Casou em 1193 com Rogério III da Sicília, que morreu em 24 de dezembro de 1193. Irene foi capturada na invasão germânica da Sicília em 29 de dezembro de 1194 e casou em 25 de maio de 1197 com Filipe da Suábia. Na Germânia seu nome mudou para Maria.
Seu pai, que foi deposto em 1195, pediu a ela para obter o suporte de Filipe para a sua reintegração; seu irmão, Aleixo IV Ângelo, posteriormente passou algum tempo na corte de Filipe durante os preparativos para a Quarta Cruzada. Ela teve assim uma influência inicial sobre um eventual desvio a cruzada a Constantinopla em 1204.
Ela foi descrita por Walther von der Vogelweide como "a rosa sem espinhos, a pomba sem malícia".[carece de fontes?].
Filipe e Irene tiveram quatro filhas:
- Beatriz de Hohenstaufen (1198–1212), casou com Otão IV, não teve filhos.
- Cunigunda de Hohenstaufen (1200–1248), casou com o rei Venceslau I, rei da Boêmia, com quem teve filhos.
- Maria da Suábia (3 de abril de 1201 – 29 de março de 1235), casou com Henrique II de Brabante, com quem teve filhos.
- Beatriz da Suábia (1203–1235), casou com o rei Fernando III de Leão e Castela, com quem teve filhos.
- e dois filhos (Reinaldo e Frederico) que morreram na infância.

Após o assassinato de seu maride em 21 de junho de 1208, Irene - que estava grávida na época - retirou-se para o Castelo de Hohenstaufen. Lá, dois meses depois, em 27 de agosto, nasceu sua filha (chamada Beatriz Póstuma); a mãe e a criança morreram logo depois. Foi sepultada no mausoléu da família no monastério de propriedade dos Staufen, o Monastério de Lorch, com sua filha e os filhos. Sua sepultura foi destruída.